# PA-33
La PA-33 o Acceso  Pamplona este es una vía de doble calzada urbana en situada en la Comunidad Foral de Navarra (España), que permite acceder a Pamplona por el este desde la Ronda de Pamplona.
Se inicia en la PA-30 en Sarriguren. Con una longitud de 0,87 kilómetros, conecta la Ronda de Pamplona (PA-30) con el centro urbano de Pamplona sobre la prolongación de la carretera Pamplona-Huarte. Previo a la consolidación de las actuales vías de acceso a Pamplona era un tramo de la N-135.

## Salidas
| Salidas | PK   | Enlace                                                                                     |
| ------- | ---- | ------------------------------------------------------------------------------------------ |
|         | 0    | Pamplona Erripagaña Mendillorri                                                            |
|         | 0,7  | Erripagaña                                                                                 |
|         | 0,87 | Sarriguren NA-2300 Burlada - Huarte - Areta PA-30 Aranguren - Francia Badostáin - Zaragoza |